# Романи (Вармінсько-Мазурське воєводство)
Романи (пол. Romany, нім. Rohmanen) — село в Польщі, у гміні Щитно Щиценського повіту Вармінсько-Мазурського воєводства.
Населення — 484 особи (2011).

## Демографія
Демографічна структура станом на 31 березня 2011 року:
|          | Загалом | Допрацездатний вік | Працездатний вік | Постпрацездатний вік |
| -------- | ------- | ------------------ | ---------------- | -------------------- |
| Чоловіки | 247     | 58                 | 175              | 14                   |
| Жінки    | 237     | 48                 | 148              | 41                   |
| Разом    | 484     | 106                | 323              | 55                   |